# Beitar Nes Tubruk
Beitar Nes Tubruk Netanya (Hebreeuws: בית"ר נס טוברוק נתניה) is een Israëlische voetbalclub uit de stad Netanya. De club heeft een van de meest succesvolle jeugdscholen in het land.
In de jaren 60 werd de club opgericht als Beitar Netanya. Het speelde één seizoen in de hoogste klasse en werd daar laatste. In 1993 werd de club formeel ontbonden.
Direct hierop werd een nieuwe club opgericht onder de naam Beitar Nes Tubruk Netanya. Deze is vooral een leerschool voor jong talent. De eerste selectie van de club speelt in Liga C (6e divisie), terwijl de jeugdselectie in de 1e divisie speelt.